# Alan Hansen
Pour l’article ayant un titre homophone, voir Allan Hansen.
Alan David Hansen, né le 13 juin 1955, à Sauchie, en Écosse, est un ancien footballeur écossais, défenseur central, aujourd'hui commentateur sportif. Il est célèbre pour avoir été, en 1990, le premier joueur de champ à remporter le championnat d'Angleterre lors de trois décennies différentes (les autres joueurs à avoir réussi cet exploit sont Tony Adams et Lee Dixon en 2002, Ryan Giggs et Paul Scholes en 2011). Il fait partie du Scottish Football Hall of Fame, depuis 2007, lors de la quatrième session d'intronisation.

## Biographie
Il fut l'un des piliers de la défense des Reds, l'équipe de Liverpool de la fin des années 1970 et du début des années 1980.
Après avoir débuté à Partick Thistle en Écosse et décroché un titre de champion de deuxième division en 1976, Hansen est transféré à Liverpool en 1977 alors que les Reds venaient juste de remporter leur première coupe des clubs champions.
En 14 ans de présence à Liverpool, Hansen se bâtira un palmarès impressionnant :  huit championnats d'Angleterre (1979, 1980, 1982, 1983, 1984, 1986, 1988, 1990), deux coupes d'Angleterre (1986, 1989), quatre coupes de la Ligue anglaise, une supercoupe d'Europe, en 1977, et surtout trois coupe des clubs champions en 1978, 1981 et 1984.
Au total, Hansen aura disputé 620 matches avec Liverpool, pour 14 buts. En juillet 2024, le site spécialisé Onze de Légende le met titulaire dans la meilleure équipe de l'histoire du club.
Alan Hansen a également obtenu 26 sélections en équipe d'Écosse, participant notamment à la coupe du monde 1982 en Espagne.
Après la fin de sa carrière, il s'est reconverti en commentateur sportif, notamment à Sky Television et à la BBC. Il fait une courte apparition dans le film Joue-la comme Beckham, sorti en 2002.

## Clubs
- 1973-1977 :  Partick Thistle (86 matchs et 6 but en championnat)
- 1977-1990 :  Liverpool FC (619 matchs et 14 buts toutes compétitions confondues)

## Palmarès
- 26 sélections et 0 but en équipe d'Écosse entre 1979 et 1987
- Vainqueur de la Ligue des champions en 1978, 1981 et 1984 avec Liverpool
- Vainqueur de la Supercoupe de l'UEFA en 1977 avec Liverpool
- Champion d'Angleterre en 1979, 1980, 1982, 1983, 1984, 1986, 1988 et 1990 avec Liverpool
- Vainqueur de la Coupe d'Angleterre (FA Cup) en 1986 et 1989 avec Liverpool
- Vainqueur de la League Cup en 1981, 1982, 1983 et 1984 avec Liverpool
- Vainqueur du Community Shield en 1977, 1979, 1980, 1982, 1986, 1988 et 1989 avec Liverpool
- Vainqueur de la Screen Sport Super Cup en 1986 avec Liverpool
- Champion d'Écosse de D2 en 1976 avec Partick Thistle